# Weisshorn (Wallis)
De Weisshorn is een 4505 m hoge berg in de Walliser Alpen in het Zwitserse kanton Wallis. De berg wordt in het oosten begrensd door het Mattertal met Zermatt, in het noorden door het Turtmanntal en in het westen door het Val d'Anniviers. In het zuiden zit de berg vast aan de Zinalrothorn en Dent Blanche.
De Weisshorn is de achtste hoogste losstaande bergtop in de Alpen. De eerste beklimming vond plaats op 19 augustus 1861 door John Tyndall en berggidsen Johann Joseph Brennen en Ulrich Wenger.
Uitgangspunt is de Weisshornhütte (2932 m).